# Oreophryne pseudasplenicola
Oreophryne pseudasplenicola är en groddjursart som beskrevs av Günther 2003. Oreophryne pseudasplenicola ingår i släktet Oreophryne och familjen Microhylidae. IUCN kategoriserar arten globalt som otillräckligt studerad. Inga underarter finns listade i Catalogue of Life.